# ABC Supply Company A.J. Foyt 225 de 2008
O ABC Supply Company A.J. Foyt 225 de 2008 foi a sexta corrida da temporada de 2008 da IndyCar Series. A corrida foi disputada no dia 1 de junho no Milwaukee Mile, localizado na cidade de West Allis, Wisconsin. O vencedor foi o australiano Ryan Briscoe, da equipe Team Penske.

## Pilotos e Equipes
| Nº | Piloto               | Equipe                     | Chassis | Motor | Pneu |
| -- | -------------------- | -------------------------- | ------- | ----- | ---- |
| 2  | A. J. Foyt IV        | Vision Racing              | Dallara | Honda | F    |
| 3  | Hélio Castroneves    | Team Penske                | Dallara | Honda | F    |
| 4  | Vitor Meira          | Panther Racing             | Dallara | Honda | F    |
| 5  | Oriol Servià (R)     | KV Racing Technology       | Dallara | Honda | F    |
| 6  | Ryan Briscoe         | Team Penske                | Dallara | Honda | F    |
| 7  | Danica Patrick       | Andretti-Green Racing      | Dallara | Honda | F    |
| 8  | Will Power (R)       | KV Racing Technology       | Dallara | Honda | F    |
| 9  | Scott Dixon          | Chip Ganassi Racing        | Dallara | Honda | F    |
| 10 | Dan Wheldon          | Chip Ganassi Racing        | Dallara | Honda | F    |
| 11 | Tony Kanaan          | Andretti-Green Racing      | Dallara | Honda | F    |
| 14 | Darren Manning       | A. J. Foyt Enterprises     | Dallara | Honda | F    |
| 15 | Buddy Rice           | Dreyer & Reinbold Racing   | Dallara | Honda | F    |
| 17 | Ryan Hunter-Reay     | Rahal Letterman Racing     | Dallara | Honda | F    |
| 18 | Bruno Junqueira      | Dale Coyne Racing          | Dallara | Honda | F    |
| 19 | Mario Moraes (R)     | Dale Coyne Racing          | Dallara | Honda | F    |
| 20 | Ed Carpenter         | Vision Racing              | Dallara | Honda | F    |
| 23 | Townsend Bell        | Dreyer & Reinbold Racing   | Dallara | Honda | F    |
| 24 | John Andretti        | Roth Racing                | Dallara | Honda | F    |
| 25 | Marty Roth           | Roth Racing                | Dallara | Honda | F    |
| 26 | Marco Andretti       | Andretti-Green Racing      | Dallara | Honda | F    |
| 27 | Hideki Mutoh (R)     | Andretti-Green Racing      | Dallara | Honda | F    |
| 33 | E. J. Viso (R)       | HVM Racing                 | Dallara | Honda | F    |
| 34 | Jaime Câmara (R)     | Conquest Racing            | Dallara | Honda | F    |
| 36 | Enrique Bernoldi (R) | Conquest Racing            | Dallara | Honda | F    |
| 96 | Mario Domínguez (R)  | Pacific Coast Motorsports  | Dallara | Honda | F    |
| 02 | Justin Wilson (R)    | Newman/Haas/Lanigan Racing | Dallara | Honda | F    |
| 06 | Graham Rahal (R)     | Newman/Haas/Lanigan Racing | Dallara | Honda | F    |

- (R) - Rookie

## Resultados

### Treino classificatório
| Treino classificatório - 31 de maio | Treino classificatório - 31 de maio | Treino classificatório - 31 de maio | Treino classificatório - 31 de maio | Treino classificatório - 31 de maio | Treino classificatório - 31 de maio | Treino classificatório - 31 de maio | Treino classificatório - 31 de maio | Treino classificatório - 31 de maio |
| Pos                                 | Nº                                  | Piloto                              | Equipe                              | Volta 1                             | Volta 2                             | Volta 3                             | Volta 4                             | Tempo total                         |
| ----------------------------------- | ----------------------------------- | ----------------------------------- | ----------------------------------- | ----------------------------------- | ----------------------------------- | ----------------------------------- | ----------------------------------- | ----------------------------------- |
| 1                                   | 26                                  | Marco Andretti                      | Andretti-Green Racing               | 21.8031                             | 21.6651                             | 21.7477                             | 21.7432                             | 1:26.9591                           |
| 2                                   | 06                                  | Graham Rahal (R)                    | Newman/Haas/Lanigan Racing          | 21.8749                             | 21.7373                             | 21.7583                             | 21.8091                             | 1:27.1796                           |
| 3                                   | 9                                   | Scott Dixon                         | Chip Ganassi Racing                 | 21.9154                             | 21.6977                             | 21.7483                             | 21.8271                             | 1:27.1885                           |
| 4                                   | 8                                   | Will Power (R)                      | KV Racing Technology                | 21.7851                             | 21.9101                             | 21.8275                             | 21.8595                             | 1:27.3822                           |
| 5                                   | 3                                   | Hélio Castroneves                   | Penske                              | 21.7418                             | 21.9753                             | 22.0381                             | 21.9405                             | 1:27.6957                           |
| 6                                   | 11                                  | Tony Kanaan                         | Andretti-Green Racing               | 21.8457                             | 21.8865                             | 21.9585                             | 22.1075                             | 1:27.7982                           |
| 7                                   | 10                                  | Dan Wheldon                         | Chip Ganassi Racing                 | 22.0651                             | 21.9350                             | 21.8987                             | 22.0463                             | 1:27.9451                           |
| 8                                   | 36                                  | Enrique Bernoldi (R)                | Conquest Racing                     | 22.1602                             | 21.9507                             | 22.1174                             | 22.2377                             | 1:28.4660                           |
| 9                                   | 5                                   | Oriol Servià (R)                    | KV Racing Technology                | 22.2864                             | 22.1299                             | 22.0645                             | 21.9994                             | 1:28.4802                           |
| 10                                  | 33                                  | E. J. Viso (R)                      | HVM Racing                          | 22.3173                             | 22.0671                             | 22.1283                             | 22.1536                             | 1:28.6663                           |
| 11                                  | 6                                   | Ryan Briscoe                        | Team Penske                         | 22.6695                             | 22.3133                             | 22.0383                             | 22.0433                             | 1:29.0644                           |
| 12                                  | 17                                  | Ryan Hunter-Reay                    | Rahal Letterman Racing              | 22.4093                             | 22.2675                             | 22.3174                             | 22.0920                             | 1:29.0862                           |
| 13                                  | 7                                   | Danica Patrick                      | Andretti-Green Racing               | 22.2535                             | 22.2678                             | 22.2741                             | 22.4887                             | 1:29.2841                           |
| 14                                  | 27                                  | Hideki Mutoh (R)                    | Andretti-Green Racing               | 22.2805                             | 22.3043                             | 22.3617                             | 22.5202                             | 1:29.4667                           |
| 15                                  | 18                                  | Bruno Junqueira                     | Dale Coyne Racing                   | 22.4549                             | 22.2789                             | 22.1431                             | 22.7242                             | 1:29.6011                           |
| 16                                  | 24                                  | John Andretti                       | Roth Racing                         | 22.6383                             | 22.2896                             | 22.6318                             | 22.4132                             | 1:29.9729                           |
| 17                                  | 20                                  | Ed Carpenter                        | Vision Racing                       | 22.7625                             | 22.5435                             | 22.4852                             | 22.3538                             | 1:30.1450                           |
| 18                                  | 2                                   | A. J. Foyt IV                       | Vision Racing                       | 22.6232                             | 22.4964                             | 22.3632                             | 22.7120                             | 1:30.1948                           |
| 19                                  | 15                                  | Buddy Rice                          | Dreyer & Reinbold Racing            | 22.6029                             | 22.3627                             | 22.6201                             | 22.6903                             | 1:30.2760                           |
| 20                                  | 14                                  | Darren Manning                      | A. J. Foyt Enterprises              | 22.5860                             | 22.4633                             | 22.9343                             | 22.9194                             | 1:30.9030                           |
| 21                                  | 23                                  | Townsend Bell                       | Dreyer & Reinbold Racing            | 22.9787                             | 22.8295                             | 22.6479                             | 22.7167                             | 1:31.1728                           |
| 22                                  | 02                                  | Justin Wilson (R)                   | Newman/Haas/Lanigan Racing          | 23.0679                             | 22.9940                             | 22.6924                             | 22.6374                             | 1:31.3917                           |
| 23                                  | 19                                  | Mario Moraes (R)                    | Dale Coyne Racing                   | 23.6836                             | 23.2518                             | 23.4060                             | 23.6455                             | 1:33.9869                           |
| 24                                  | 34                                  | Jaime Câmara (R)                    | Conquest Racing                     | 23.3759                             | 23.3717                             | 23.7235                             | 24.0618                             | 1:34.5329                           |
| 25                                  | 96                                  | Mario Domínguez (R)                 | Pacific Coast Motorsports           | 24.0246                             | 24.4240                             | 24.5031                             | 24.4420                             | 1:37.3937                           |
| 26                                  | 26                                  | Vitor Meira                         | Panther Racing                      | 22.4724                             | 22.2863                             | —                                   | —                                   | sem tempo                           |
| 27                                  | 25                                  | Marty Roth                          | Roth Racing                         | —                                   | —                                   | —                                   | —                                   | sem tempo                           |
| Relatório[ligação inativa]          |                                     |                                     |                                     |                                     |                                     |                                     |                                     |                                     |

- (R) - Rookie

### Corrida
| Corrida - 1 de junho | Corrida - 1 de junho | Corrida - 1 de junho | Corrida - 1 de junho       | Corrida - 1 de junho | Corrida - 1 de junho | Corrida - 1 de junho | Corrida - 1 de junho | Corrida - 1 de junho |
| Pos                  | Nº                   | Piloto               | Equipe                     | Voltas               | Tempo                | Largada              | Voltas na Liderança  | Pontos               |
| -------------------- | -------------------- | -------------------- | -------------------------- | -------------------- | -------------------- | -------------------- | -------------------- | -------------------- |
| 1                    | 6                    | Ryan Briscoe         | Team Penske                | 225                  | 1:42:41.7387         | 11                   | 36                   | 50                   |
| 2                    | 9                    | Scott Dixon          | Chip Ganassi Racing        | 225                  | +0.0487              | 3                    | 147                  | 43                   |
| 3                    | 11                   | Tony Kanaan          | Andretti-Green Racing      | 225                  | +1.8413              | 6                    | 0                    | 35                   |
| 4                    | 10                   | Dan Wheldon          | Chip Ganassi Racing        | 225                  | +2.9314              | 7                    | 0                    | 32                   |
| 5                    | 3                    | Hélio Castroneves    | Team Penske                | 225                  | +4.6704              | 5                    | 2                    | 30                   |
| 6                    | 5                    | Oriol Servià (R)     | KV Racing Technology       | 225                  | +14.2217             | 9                    | 0                    | 28                   |
| 7                    | 2                    | Justin Wilson (R)    | Newman/Haas/Lanigan Racing | 224                  | +1 volta             | 22                   | 0                    | 26                   |
| 8                    | 33                   | E. J. Viso (R)       | HVM Racing                 | 224                  | +1 volta             | 10                   | 0                    | 24                   |
| 9                    | 7                    | Danica Patrick       | Andretti-Green Racing      | 224                  | +1 volta             | 13                   | 0                    | 22                   |
| 10                   | 15                   | Buddy Rice           | Dreyer & Reinbold Racing   | 224                  | +1 volta             | 19                   | 0                    | 20                   |
| 11                   | 23                   | Townsend Bell        | Dreyer & Reinbold Racing   | 224                  | +1 volta             | 21                   | 0                    | 19                   |
| 12                   | 27                   | Hideki Mutoh (R)     | Andretti-Green Racing      | 224                  | +1 volta             | 14                   | 0                    | 18                   |
| 13                   | 14                   | Darren Manning       | A. J. Foyt Enterprises     | 223                  | +2 voltas            | 20                   | 0                    | 17                   |
| 14                   | 4                    | Will Power (R)       | KV Racing Technology       | 223                  | +2 voltas            | 4                    | 0                    | 16                   |
| 15                   | 17                   | Ryan Hunter-Reay     | Rahal Letterman Racing     | 223                  | +2 voltas            | 12                   | 0                    | 15                   |
| 16                   | 36                   | Enrique Bernoldi (R) | Conquest Racing            | 222                  | +3 voltas            | 8                    | 0                    | 14                   |
| 17                   | 2                    | A. J. Foyt IV        | Vision Racing              | 222                  | +3 voltas            | 18                   | 0                    | 13                   |
| 18                   | 18                   | Bruno Junqueira      | Dale Coyne Racing          | 222                  | +3 voltas            | 15                   | 0                    | 12                   |
| 19                   | 24                   | John Andretti        | Roth Racing                | 222                  | +3 voltas            | 16                   | 0                    | 12                   |
| 20                   | 20                   | Ed Carpenter         | Vision Racing              | 221                  | Contato              | 17                   | 0                    | 12                   |
| 21                   | 26                   | Marco Andretti       | Andretti-Green Racing      | 221                  | Contato              | 1                    | 40                   | 12                   |
| 22                   | 4                    | Vitor Meira          | Panther Racing             | 220                  | Contato              | 26                   | 0                    | 12                   |
| 23                   | 19                   | Mario Moraes (R)     | Dale Coyne Racing          | 218                  | +7 voltas            | 23                   | 0                    | 12                   |
| 24                   | 34                   | Jaime Câmara (R)     | Conquest Racing            | 218                  | +7 voltas            | 24                   | 0                    | 12                   |
| 25                   | 6                    | Graham Rahal (R)     | Newman/Haas/Lanigan Racing | 129                  | Contato              | 2                    | 0                    | 10                   |
| 26                   | 96                   | Mario Domínguez (R)  | Pacific Coast Motorsports  | 107                  | Mecânico             | 25                   | 0                    | 10                   |
| 27                   | 25                   | Marty Roth           | Roth Racing                | 0                    | Não largou           | 27                   | 0                    | 5                    |
| Relatório            |                      |                      |                            |                      |                      |                      |                      |                      |

- (R) - Rookie